# Letnitsa
Letnitsa (Bulgaars: Летница) is een stad en een gemeente in de oblast Lovetsj. Op 31 december 2018 telde de stad Letnitsa 2.446 inwoners, terwijl de gemeente Letnitsa, samen met de 3 omliggende dorpen, 3.380 inwoners had. 